# Ute, Schnute, Kasimir
Ute, Schnute, Kasimir waren ein Werbetrenner des WDR. Erfunden wurden die Figuren von Wolf Gerlach, der auch die Mainzelmännchen entwickelt hatte. Die Zeichentrick-Clips wurden von 1978 bis 1989 von der NFP* produziert. Regional gesendet wurden die Trickfilme von der Westdeutsches Werbefernsehen GmbH (WWF), heute WDR mediagroup GmbH.
Gegen Ende des Jahres 1978 lösten die drei Kinder Ute, Schnute, Kasimir und ihr Hund Moppel die Zeichentrick-Figur Professor Balthazar ab, die zuvor seit 1976 im regionalen Vorabendprogramm als Werbetrenner zu sehen war.
Gesprochen wurde Ute von Sandra Braun, Schnute von Stefanie Gerlach und Kasimir von Susanne Heck. Im Jahr 1979 waren die drei Sprecherinnen um die zwölf Jahre alt. 30 Zeichner, Kameraleute und Tonmeister arbeiteten an den Trickfilmen, von denen 200 pro Monat produziert und etwa 60 pro Abend im Werbefernsehen ausgestrahlt wurden. Insgesamt gab es 3500 Folgen von einer Sekunde bis zu drei Minuten Länge.
Ein Revival erlebten die Trickfilm-Charaktere, als ausgewählte 30-sekündige Clips am 3. und 4. November 2005 im Vorabendprogramm gesendet wurden. Zuvor hatten sich Fans, darunter Harald Schmidt in seiner ARD-Show, die Wiederausstrahlung der Werbetrenner gewünscht.